# アレクサンドル・ドヴォルニコフ
アレクサンドル・ウラジーミロヴィチ・ドヴォルニコフ（ロシア語: Алекса́ндр Влади́мирович Дво́рников, ラテン文字転写: Aleksandr Vladimirovich Dvornikov、1961年8月22日 - ）は、ロシアの軍人。ロシア陸軍上級大将、ロシア連邦英雄。名前はドゥボルニコフやドボルニコフともカナ転写される。
2015年9月、ロシアによるシリア軍事介入の開始時に、シリア派兵ロシア軍の初代司令官となった。ドヴォルニコフはシリアにおけるロシアの軍事介入を指揮したことによってロシア連邦英雄の称号を授与され、2016年9月に南部軍管区の司令官に任命された。ドヴォルニコフは、シリアにおけるロシア軍を指揮した際に民間人を標的としたことから「シリアの虐殺者」と呼ばれている。

## 若年期とソ連軍での軍歴
ドヴォルニコフは1961年8月22日にウスリースクで生まれた。1978年にウスリースク・スヴォーロフ軍事学校を卒業し、ソ連地上軍に入隊した。さらに、モスクワ高等軍事指揮学校で4年の教育を受け、1982年に卒業した。
1982年から、小隊長、中隊長、大隊先任参謀として極東軍管区で軍務に就いた。1991年、フルンゼ軍事大学を卒業した。ドヴォルニコフは西部軍集団の副大隊長となった。

## ロシア陸軍における軍歴
1992年から1994年、ドヴォルニコフは第6独立親衛自動車化狙撃旅団の第154独立自動車化狙撃大隊を指揮した。1995年、第10戦車師団の第248自動車化狙撃連隊の参謀長兼副連隊長となった。ドヴォルニコフは1996年に連隊長となった。1996年1月20日、軍事貢献勲章を授与された。1996年2月2日、勇敢勲章を授与された。
1997年、モスクワ軍管区に移り、第2親衛自動車化狙撃師団の第1親衛自動車化狙撃連隊を指揮した。2000年から2003年、北カフカーズ軍管区において第19自動車化狙撃師団の参謀長、その後司令官を務めた。2000年5月6日、ドヴォルニコフは剣付き祖国貢献勲章第4級を授与された。ドヴォルニコフは2005年にロシア連邦軍参謀本部軍事アカデミーを卒業した。

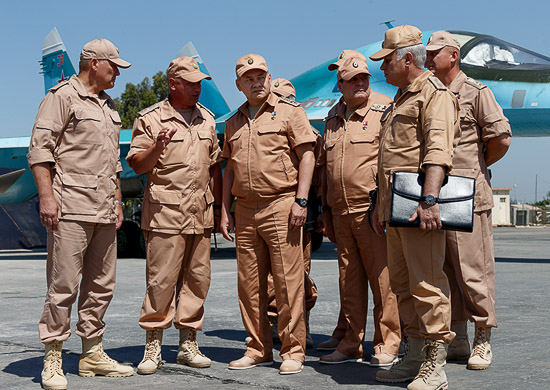
ドヴォルニコフ（左から2人目）。ロシア国防相セルゲイ・ショイグやその他のロシア人顧問と共にフメイミム空軍基地にて、2016年6月18日撮影。

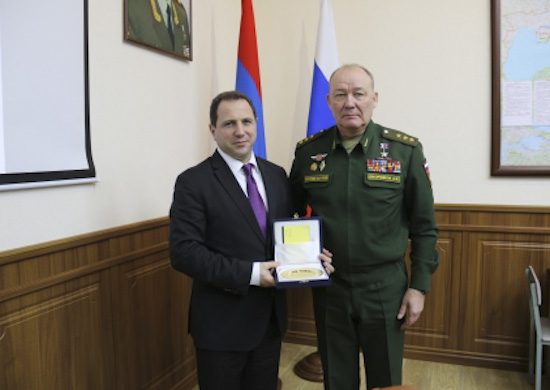
ドヴォルニコフとアルメニア国防相ダビド・トノヤン 、2019年2月9日。

2005年、ドヴォルニコフはシベリア軍管区の第36諸兵科連合軍の副司令官兼参謀長になった。2008年、第5諸兵科連合軍を指揮した。2011年、東部軍管区の副司令官になった。2012年5月から2016年6月まで、中央軍管区の参謀長兼第一副司令官となった。2012年11月と12月、管区の臨時司令官を務めた。
2012年12月13日、中将になった。2014年12月13日、大将に昇進した。2015年9月、シリアにおけるロシアの軍事介入でシリアにおけるロシア軍の初代司令官となった。2016年5月17日、ロシア連邦英雄の称号を授与された。
2016年7月、南部軍管区の臨時司令官となった。2016年9月20日に正式に司令官に就任した。プーチン大統領からの命令によって、ドヴォルニコフは2020年6月23日に上級大将に昇進した。
2022年4月、ドヴォルニコフはウクライナ侵攻での軍事作戦の遂行を任された。少なくとも52人（ほとんどが女性、子ども、高齢者）が死亡したクラマトルスク駅へのミサイル爆撃はドヴォルニコフの指示であると考えられている。しかし陸軍と空軍の連携強化に失敗し続け、2週間以上も姿を確認できないことからアメリカ合衆国当局からはドヴォルニコフが更迭されたとの憶測が流れていると5月31日に報じられたほか、6月26日にはアメリカのシンクタンク「戦争研究所」は後任の総司令官にゲンナジー・ジトコ軍政治総局長が代わりに就任したとの分析を発表した。10月8日、ロシア国防省は、航空宇宙軍総司令官のセルゲイ・スロビキンをウクライナでの軍事作戦を指揮する総司令官に任命したと発表した。